# 森田虎次郎
森田 虎次郎（もりた とらじろう、1889年〈明治10年〉5月 - 没年不詳）は、日本の教育者。鳥取県出身。東京市において複数の小学校・中等教育機関の校長を歴任し、特に関東大震災後の東京市立泰明小学校校舎再建に尽力したことで知られる。

## 経歴
1877年、鳥取県に生まれる。鳥取師範学校を経て、東京高等師範学校（現・筑波大学）の国語漢文科を大正6年（1921年）に卒業、更に研究科に進んで大正8年（1923年）に卒業した。その後、東京市の教育界に入り、月島第二小学校校長等を経て、1920年代後半には泰明小学校校長に就任した。
泰明小学校は関東大震災で全焼し、昭和2年（1927年）から鉄筋コンクリート校舎の再建が始まった。森田は教育者としてこの計画に関与し、東京市当局および施工業者と連携しながら、教室配置や構造設計に関して教育現場の視点から多くの提言を行った。校舎は昭和4年（1929年）に竣工し、震災復興小学校群の中でも堅牢かつ意匠性の高い建築として高く評価された。
その後、東京都立向島商業学校校長を経て、昭和13年（1938年）頃からは東京市立小石川工業学校校長を務めた。昭和18年（1943年）時点でも現職であり、教育行政において長年にわたり重責を担った。